# Solpugidae
Famille
Les Solpugidae sont une famille de solifuges.
Cette famille comprend 17 genres et près de 200 espèces.

## Distribution
Les espèces de cette famille se rencontrent en Afrique et au Proche-Orient.

## Liste des genres
Selon Solifuges of the World (version 1.0) :
- Ferrandiinae Roewer 1933
  - Ferrandia Roewer, 1933
- Solpuginae Leach, 1815
  - Metasolpuga Roewer, 1934
  - Oparba Roewer, 1934
  - Oparbella Roewer, 1934
  - Prosolpuga Roewer, 1934
  - Solpuga Lichtenstein, 1796
  - Solpugassa Roewer, 1933
  - Solpugeira Roewer, 1933
  - Solpugella Roewer, 1933
  - Solpugema Roewer, 1933
  - Solpugiba Roewer, 1934
  - Solpugista Roewer, 1934
  - Solpugisticella Turk, 1960
  - Solpuguna Roewer, 1933
  - Solpugyla Roewer, 1933
  - Zeria Simon, 1879
  - Zeriassa Pocock, 1897

## Publication originale
- Leach, 1815 : A tabular view of the external characters of four classes of animals, which Linné arranged under Insecta; with the distribution of the genera composing three of these classes into orders, andc. and descriptions of several new genera and species. Transactions of the Linnean Society of London, vol. 11, p. 306-400.